# Patrick Gallois
Patrick Gallois (Linselles [bij Rijsel], 1956) is een Frans fluitist en dirigent.
Op zijn 17e begon hij met zijn fluitstudie aan het Conservatoire de Paris bij Jean-Pierre Rampal en Maxence Larrieu, waar hij twee jaar later de eerste prijs haalde.
Hij was korte tijd solofluitist van het Orchestre Philharmonique de Lille en meteen erna, van 1977 tot 1984, eerste fluitist van het Orchestre national de France.
Hij nam meer dan 75 CD's op, waaronder een groot aantal voor Deutsche Grammophon waarmee hij een exclusief platencontract had vanaf 1991.
Gallois speelde onder meer onder de dirigenten Leonard Bernstein, Seiji Ozawa, Pierre Boulez, Karl Böhm, Eugen Jochum en Sergiu Celibidache. Als kamermusicus werkte hij samen met onder anderen Yuri Bashmet, Natalia Gutman, Peter Schreier, Jörg Demus, het Lindsay Quartet, Jean-Pierre Rampal en Lily Laskine.